# Sauce brune (poutine)
 (signalé en mai 2025).
Si vous disposez d'ouvrages ou d'articles de référence ou si vous connaissez des sites web de qualité traitant du thème abordé ici, merci de compléter l'article en donnant les références utiles à sa vérifiabilité et en les liant à la section « Notes et références ».
- Archive Wikiwix
- Bing
- Cairn
- DuckDuckGo
- E. Universalis
- Gallica
- Google
- G. Books
- G. News
- G. Scholar
- Persée
- Qwant
- (zh) Baidu
- (ru) Yandex
- (wd) trouver des œuvres sur Wikidata

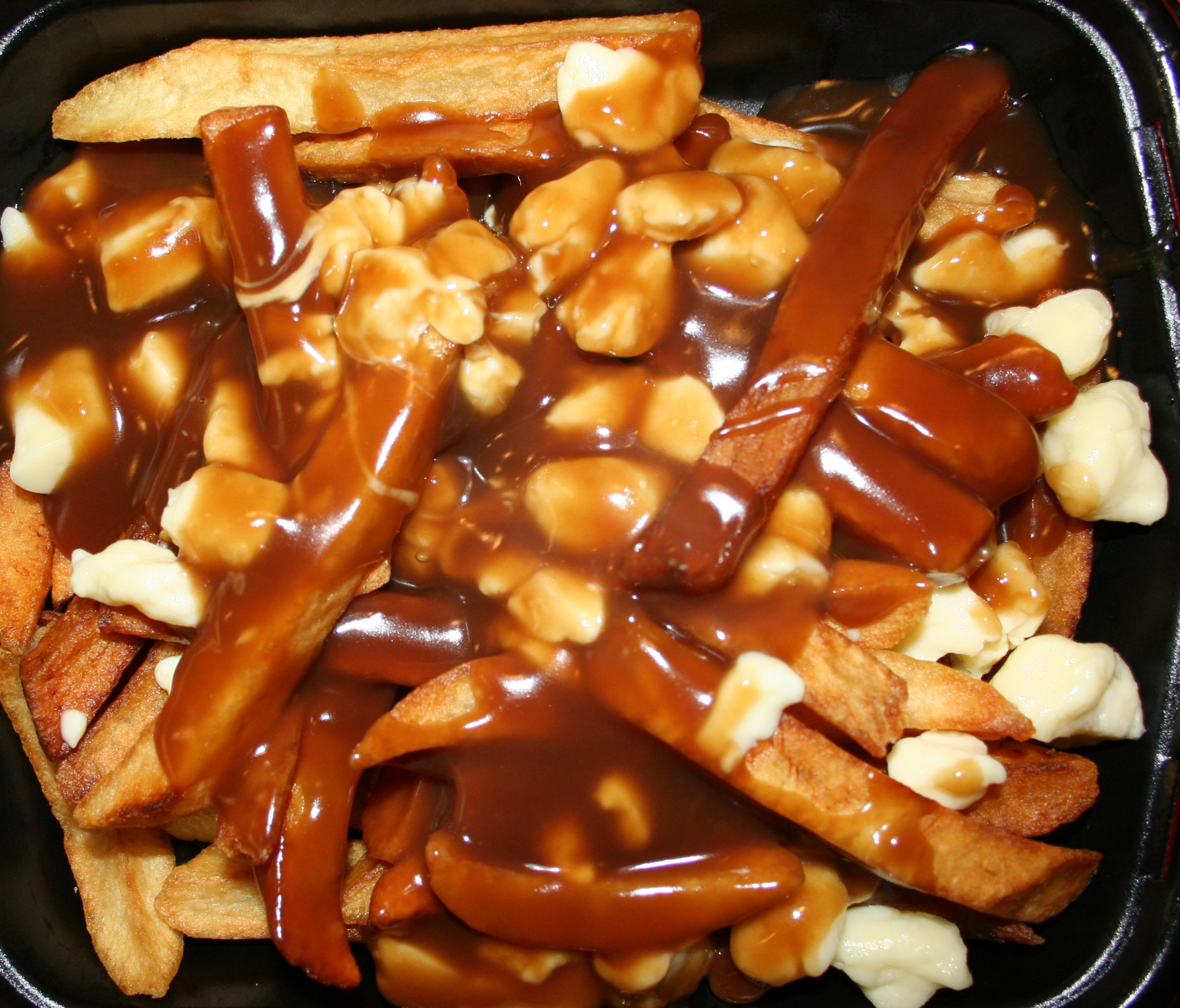
Un plat de poutine enrobé de sauce brune.

La sauce brune est une sauce, d'origine québécoise, préparée spécialement pour le plat appelé poutine québécoise.

## Préparation
Elle se prépare à partir d'un fond brun, que l'on lie avec de la farine grillée, et de la fécule. Cette sauce est utilisée pour la majorité des variantes de poutine québécoise.